# Stara Kuźnica (województwo świętokrzyskie)
Stara Kuźnica – wieś sołecka w Polsce położona w województwie świętokrzyskim, w powiecie koneckim, w gminie Końskie.
W skład sołectwa Stara Kuźnica wchodzą także wsie Chełb i Drutarnia.
W latach 1975–1998 miejscowość położona była w województwie kieleckim.
Przez miejscowość przepływa rzeczka Młynkowska Rzeka, dopływ Drzewiczki.
Przez Starą Kuźnicę przechodzi  niebieski szlak turystyczny z miejscowości Pogorzałe do Kuźniaków oraz  czerwony szlak rowerowy do Sielpii Wielkiej.
Wierni kościoła rzymskokatolickiego należą do parafii św. Barbary w Nieświniu.

## Zabytki
Kuźnica wodna, obecnie oddział Muzeum Techniki NOT w Warszawie. Pierwsze wzmianki o funkcjonującej tu kuźnicy pochodzą z XVII w. Kuźnica napędzana była kołem wodnym na rzece Młynkowskiej. W 1860 wzniesiono wielki piec, który pracował z przerwami do 1893. W skład zakładu wchodzą: ujęcie wody, grobla, wypusty oraz dwa koła nasiębierne (na potrzeby pokazów działania kuźni woda może zostać czasowo skierowana na koło wodne). W kuźnicy znajduje się też drewniany młot, typowy dla polskich zakładów z tego okresu, oraz zabytkowa dmuchawa.
W kuźni podczas II wojny światowej ukrywał się żołnierz i egzekutor Armii Krajowej, dr Jacek Wilczur, uratowany i operowany przez kowala - Adama Niewęgłowskiego, który ratował od zagłady Polaków, Żydów oraz jeńców radzieckich zbiegłych z niewoli. Kuźnia została pokazana w 2015 w reportażu TVN24 o dr. Wilczurze.
W latach 80. XX wieku podmokły teren, z którego woda spływała na koło wodne, został uregulowany i w jego miejscu powstał zbiornik wodny z ciekawym sześciokątnym spływem, z którego woda odpływa pod ziemią. Zbiornik jest zarybiony, a ponadto wykorzystywany w celach turystycznych.
Kuźnica została wpisana do rejestru zabytków nieruchomych (nr rej.: A.492 z 18.10.1956 i z 15.02.1972).